# سیدی عیسی بن علی
سیدی عیسی بن علی (به فرانسوی: Sidi Aissa Ben Ali) یک شهرک در مراکش است که در استان فقیه بن صالح واقع شده‌است. سیدی عیسی بن علی ۲۲٬۶۹۷ نفر جمعیت دارد.